# Paris dunniana
Paris dunniana är en nysrotsväxtart som beskrevs av Augustin Abel Hector Léveillé. Paris dunniana ingår i släktet ormbärssläktet, och familjen nysrotsväxter. Inga underarter finns listade.